# Rothenbach (Lindenkreuz)
Rothenbach ist ein Weiler von Lindenkreuz im Landkreis Greiz in Thüringen.

## Lage
Rothenbach liegt westlich von Lindenkreuz nahe der Bundesautobahn 9 getrennt durch einen Wald im ländlich kupierten Raum. Der landwirtschaftlich geprägte Weiler liegt nahe am Westrand des Kerndorfes Lindenkreuz.

## Geschichte
Der Gutsweiler wurde erstmals am 10. Juni 1283 urkundlich erwähnt. Der Ort gehörte zum Amt Weida im Kurfürstentum Sachsen und ab 1815 zum Großherzogtum Sachsen-Weimar-Eisenach (Neustädter Kreis).
Gegenwärtig wohnen 50 Personen im Weiler.